# 輪島大士
輪島 大士（わじま ひろし、1948年（昭和23年）1月11日 - 2018年（平成30年）10月8日）は、石川県七尾市出身で花籠部屋に所属した大相撲力士、第54代横綱、全日本プロレス所属の元プロレスラー、元タレント。
本名は輪島 博（わじま ひろし）。血液型はA型。大相撲時代は身長184cm、体重129kg。ニックネームは蔵前の星、黄金の左、現役引退後はワジー。

## 生涯

### ライバル貴ノ花との対戦
金沢高等学校・日本大学の相撲部で活躍。高校2年時には大鵬が二所ノ関部屋へ勧誘するべく実家まで訪れたこともある。大学では2年連続で学生横綱に輝くなど14個のタイトルを獲得した。学生横綱を決めた一番の相手は、同志社大学の逸見憲治（逸見政孝の実弟）であった。日大卒業前の1970年、花籠部屋（師匠は元幕内・大ノ海）に入門し、同年1月場所に幕下付出（60枚目格）で初土俵を踏んだ。東京農業大学出身の長浜（元小結・豊山、後の年寄・湊→立田川）は大学時代からのライバルである。
ちゃんこ番等の雑務を免除され寝食を日大の宿舎で過ごさせ、食事は師匠の自宅に呼んで食べさせるという異例の特別待遇で入門。角界入りに際して高額な契約金が出されたのみならず、引退後の部屋継承も入門時点で決まっていた。幕下を2場所連続で全勝優勝して当時の最短記録で十両入り、十両も4場所で通過して初土俵からわずか1年で新入幕を果たした。三役昇進前から私生活は派手であり、場所入りの際にはリンカーン・コンチネンタルを乗り回していた。また髷を結う前の髪を伸ばしている時期にパーマを当てたり、トレーニングにランニングを取り入れたりして物議をかもした。
1972年9月場所では千秋楽に貴ノ花との水入りの大相撲を制して、場所後に貴ノ花とともに大関に昇進した（大関昇進を機に、番付の四股名を「輪島博」から「輪島大士」に改名）。この取り組みは当時の皇太子一家が観覧していた（皇太子、皇太子妃、徳仁親王の3名）。7月場所が8勝7敗止まりであったことから本人もこの9月場所で昇進を決めることは諦めていたようであり、インタビュー記事での「清國、琴櫻、大麒麟の先輩3大関と比べ、自分はどこが違うか」という質問に対しても「先輩の皆さんは、すぐにも大関だ、大関だと言われながら苦労してなったでしょう。その点自分なんか運のいい男ですよ。まだ苦労が身についていないと思うんです」と話していた。大関昇進当初は横綱昇進を掴み取れるかどうかについて「『やっぱりやってみなくちゃ分からない』という答えしか出せない」と話していたが、大関になって4場所目の1973年5月場所を全勝優勝で飾り、場所後の横綱審議委員会ではわずか25分間の討議で満場一致で横綱推薦を決めた。初土俵からわずか3年半という超スピード出世で横綱へ上りつめ、史上初の学士・本名横綱が誕生した。それまで学生出身力士は大成しないジンクスがあったが、それを破った。さらに戦後生まれでは初めての横綱昇進となる。また輪島以降横綱に昇進した力士は全員が戦後生まれとなる。横綱推薦を伝えられた輪島は「オレ、いい星の下に生れたんだな」と語り、昇進伝達式では使者に対し「謹んでお受けします。今後は一生懸命努力をします」と答えた。
同時に大関に昇進した貴ノ花とは、土俵を離れれば親友同士でもあった。「角界のプリンス」と言われた貴ノ花が、大横綱の大鵬や27歳の若さで急逝した玉の海と激闘を重ねたが、これとは対照的に「蔵前の星」と呼ばれた輪島は、ほんのわずかなタイミングのズレで大鵬とは対戦がなく、玉の海とも平幕時代に一度顔を合わせただけだった。それがかえって新しい時代を象徴する力士といった感を強くした。また一時期「貴輪時代」（きりんじだい）を期待されたが、貴ノ花はその後幕内優勝を2回達成したのみで、輪島と共に横綱昇進は果たせず、大関在位50場所（当時歴代1位・現在3位）目の1981年1月場所を最後に現役引退した。
この頃貴ノ花ともう一人、同部屋の魁傑（後の年寄・放駒）の3人で“阿佐ヶ谷トリオ”と呼ばれた。

### 横綱
大相撲の歴史上では、初めて輪島が幕下付出初土俵で横綱に昇進し（現在の番付制度が確立した明治以降、江戸時代を除く）、初の学生相撲出身の横綱である。（2025年5月に、大の里が同様の条件で横綱昇進を果たしている）なお、横綱昇進後本名を四股名にしていた横綱は現在でも輪島が唯一となっている（外国出身力士が帰化し四股名を本名とした例を除く）。右手の引きが強いこともあって左の下手投げを得意とし、左前ミツを引き右からおっつけて寄る相撲も武器であった。トレードマークの金色の廻しとかけて「黄金の左」と言われ一世を風靡した。下手投げを得意とする力士は大成しないというジンクスを破っている数少ない例であった。当時の大相撲では「力士は走ると腰が軽くなる」と言われていたが、輪島は通常のスポーツ選手と同じように積極的にランニングを行い（元祖は玉の海らしい）、「稽古」を「練習」と呼ぶなど、あらゆる面で型破りだった。こういった点から「相撲を取るために生まれてきた男」「天才」という声もあった。
横綱土俵入りについては、脇が空いて前屈みの姿勢でせり上がるなどの批判もあったが、徐々に落ち着いた土俵入りとなり、テンポの早い北の湖とは好対照であった。後年になって輪島以降、下段の構えで掌が真下を向く傾向が顕著になったとやくみつるが考察している。
ユルフンの力士として知られており、上手投げを打たれても廻しが伸びて効かなかった。
輪島自身はそれほど大柄な部類ではなかったものの、千代の富士や鷲羽山などの小兵力士には絶対的な強さを見せたが、高見山などの巨漢力士に対しては脆さを見せることも多かった。高見山には、当時最多記録だった金星12個のうち7個を与えており、当時の同一力士への金星配給の最多記録を樹立してしまったほどだった。
横綱昇進後は輪島時代を築くかに見えたが、北の湖が急速に台頭し、1974年には輪島の牙城を脅かすようになる。3月場所に大関に昇進した北の湖は破竹の勢いで5月に優勝、7月場所も輪島に1差をつけて千秋楽を迎えた。北の湖圧倒的有利の下馬評の中、輪島は結びの一番、優勝決定戦と立て続けに北の湖を得意の左下手投げで降し、横綱昇進は許したものの先輩横綱の意地を見せた。翌年には本格的な輪湖時代到来かと思われたが、輪島が腰痛から3場所連続休場に追い込まれるなど大不振となる。この時期輪島の相撲は全く精彩を欠き、土俵上をバタバタと動き回っては自滅し「勝ち方を忘れた」と評され、新聞に「輪島27歳にして引退の危機」と書かれ、その相撲内容から、引退はあながち誤った見方とも思えない程危機的状態に追い込まれた。角界は貴ノ花の二度の優勝、北の湖の伸び悩みなどもあり、戦国時代の様相を呈するようになった。当時柏戸が持っていた金星最多供給記録を更新し、「いったいあの黄金の左はどこに行ってしまったのでしょうか？」と問われると自らの左腕を見せて「まだまだここに健在です、昔は下手投げでしたが今は金星を与えるという意味で黄金の左と呼ばれています」と答える始末であった。1975年5月場所直後には場所を途中休場した身にも拘らずカメラマンの前にゴルフウェア姿で出てくるという不謹慎な様子を見せ、翌7月場所を休場するという挙動を見せるなど報道を騒がせる事態も引き起こしていた。
1978年に入ると、輪島は3月場所の右膝靭帯の怪我や、年齢から来る体力、とりわけ持久力の衰えなどから、北の湖の後塵を拝することが多くなる。この年の7月場所14日目の北の湖との対決では、左四つ、輪島は左下手、北の湖は右上手と、ともに十分な廻しを取り合ういつもの体勢になった。輪島は北の湖の右上手投げを残すと、右からおっつけて、左下手で脅かす、両力士の攻防が決定打に欠ける中、北の湖は過去、慌てた攻めで輪島の左下手投げの餌食になった反省を踏まえ、持久戦に持ち込み、水入りとなった。控えに下りた両者だが、北の湖が普段と変わらぬ表情だったのに対し、輪島は肩で息をするなど、明らかに疲労感がにじみ出ていた。再開後は、北の湖が積極的に攻め、右上手から強引に振り回したあと、左下手を取り、がっぷり左四つの体勢から持久力の切れた輪島を寄り切った。この年ライバル北の湖は5連覇を達成した。しかし輪島は、この頃から右四つ左上手の取り口に進境を示し、千代の富士・栃光・栃赤城・双津竜など右四つ得意の力士には、むしろ自ら右四つに行き制する取り口が増えた。そもそも大相撲入門当初、軽量のハンデと右上手の力強さを考慮した形で左四つに転向したのであって、学生時代以前は右四つであった。そのことから本来の型に戻ったとも取れる。1979 - 1980年の晩年は、体力の衰えをこのいぶし銀の上手さと気力とで補い、前半戦は上位陣の中でも最も安定した相撲ぶりを見せることが多かった。若手が次々と台頭する中、1979年7月、1980年11月と二度の優勝を重ねたことは立派であると言えよう。輪島の部屋と大学の後輩である荒勢が北の湖にほとんど勝てず、輪島の援護射撃ができなかったことや、輪島が苦手にしていた豊山も北の湖には全く勝てないこと、若乃花や三重ノ海の横綱昇進などでライバルが増えたことなど、輪島に不運な一面が多々あった点も否めなかった。
1981年1月29日には当時の後援会長であった安倍晋太郎通商産業大臣・洋子夫妻の媒酌により花籠親方の長女・中島五月と結婚披露宴を行った。スポーツ紙などによると、結婚式にかけた費用は1億5000万円、招待客は約3000人と報じられた。

### 輪湖時代
「昭和の大横綱」と言われた北の湖とは通算成績は23勝21敗、優勝は1976年、翌77年の2年間で輪島5回、北の湖5回と「輪湖時代」（りんこじだい）を築く。また、1973年11月場所では一場所15日制になった以降で唯一の、休場しながらの優勝（12勝2敗1休）という記録を持つ。1976年・1977年は12場所のうち、輪湖両横綱による千秋楽相星決戦が4度（1976年1月、1976年11月、1977年1月、1977年11月）、両者優勝圏内による対決が3度（1976年5月、1976年7月、1977年7月、その結果優勝決定戦が1度（1976年5月））。
1976年から1977年の2年間の輪島、北の湖の成績は下記の通り。
| 場所           | 輪島成績 | 北の湖成績 | 優勝力士                    | 備考                                                                 |
| -------------- | -------- | ---------- | --------------------------- | -------------------------------------------------------------------- |
| 1976年1月場所  | 12勝3敗  | 13勝2敗    | 北の湖                      | 千秋楽2敗同士相星決戦で、北の湖勝利。                                |
| 1976年3月場所  | 13勝2敗  | 10勝5敗    | 輪島                        | 千秋楽対戦は、輪島勝利。                                             |
| 1976年5月場所  | 13勝2敗  | 13勝2敗    | 北の湖                      | 千秋楽輪島2敗、北の湖1敗で対戦。輪島勝利。優勝決定戦は、北の湖勝利。 |
| 1976年7月場所  | 14勝1敗  | 12勝3敗    | 輪島                        | 千秋楽輪島1敗、北の湖2敗で対戦。 輪島勝利。                          |
| 1976年9月場所  | 12勝3敗  | 10勝5敗    | 魁傑                        | 千秋楽対戦は、輪島勝利。                                             |
| 1976年11月場所 | 13勝2敗  | 14勝1敗    | 北の湖                      | 千秋楽1敗同士相星決戦で、北の湖勝利。                                |
| 1977年1月場所  | 13勝2敗  | 12勝3敗    | 輪島                        | 千秋楽2敗同士相星決戦で、輪島勝利。                                  |
| 1977年3月場所  | 12勝3敗  | 15勝0敗    | 北の湖                      | 千秋楽対戦は、北の湖勝利。                                           |
| 1977年5月場所  | 11勝4敗  | 12勝3敗    | 若三杉（後の若乃花（2代）） | 千秋楽対戦は、北の湖勝利。                                           |
| 1977年7月場所  | 15勝0敗  | 13勝2敗    | 輪島                        | 千秋楽は輪島全勝、北の湖1敗で対戦。輪島勝利。                        |
| 1977年9月場所  | 10勝5敗  | 15勝0敗    | 北の湖                      | 千秋楽対戦は、北の湖勝利。                                           |
| 1977年11月場所 | 14勝1敗  | 13勝2敗    | 輪島                        | 千秋楽1敗同士相星決戦で、輪島勝利。                                  |

1976年＝輪島：77勝13敗（優勝2回）、北の湖72勝18敗（優勝3回）

1977年＝輪島：75勝15敗（優勝3回）、北の湖80勝10敗（優勝2回）

このように、1976年〜1977年の2年12場所間で、輪湖両横綱が千秋楽結びの対戦で、両者とも優勝圏内での対戦が7度実現した（そのうち、相星決戦は4度である）。また、1974年（昭和49年）7月場所も、千秋楽輪島2敗、北の湖1敗（当時大関）で対戦が実現（この時は、輪島勝利。優勝決定戦も輪島が制し逆転優勝、北の湖は場所後に横綱昇進する）。
このころの両者の取り組みは、右で絞って北の湖に強引な上手投げを打たせ、下手投げを打ち返すかまたは右前廻しを引きつけて北の湖の腰を伸ばすのが輪島の勝ちパターン。北の湖が左下手廻しを引き、ガップリ四つになって胸を合わせるのが北の湖の勝ちパターンであった。1977年7月場所には1差で追う北の湖を退けて3度目の全勝優勝、同年11月には相星の北の湖を電光石火の切り返しで降し、大鵬に次ぎ双葉山と並ぶ当時史上第2位の12回優勝を記録する。
1975年9月〜1978年1月までの15場所間は、千秋楽結びの一番は、全て輪島-北の湖という対戦であり、千秋楽結び対戦連続回数15回は史上1位である。

#### 輪湖の対戦
輪湖両雄の対戦は、1972年7月場所〜1981年1月場所の52場所間に44回実現し、千秋楽結びの一番の対戦は史上3位の22回、千秋楽両者優勝圏内の対戦が8回（うち、相星決戦が4回）、水入りの大相撲が3回と、数多くの名勝負が展開された。
千秋楽（太字）は、千秋楽結びの一番を表す。
| 場所           | 対戦日 | 輪島勝敗 （通算成績） | 北の湖勝敗 （通算成績） | 優勝力士                    | 備考                                                             |
| -------------- | ------ | --------------------- | ----------------------- | --------------------------- | ---------------------------------------------------------------- |
| 1972年7月場所  | 13日目 | ○(1)                  | ●(0)                    | 高見山                      | 初対戦                                                           |
| 1972年9月場所  | 12日目 | ○(2)                  | ●(0)                    | 北の富士                    |                                                                  |
| 1972年11月場所 | -      | -                     | -                       | 琴櫻                        | 対戦なし。輪島新大関                                             |
| 1973年1月場所  | 初日   | ●(2)                  | ○(1)                    | 琴櫻                        |                                                                  |
| 1973年3月場所  | 10日目 | ○(3)                  | ●(1)                    | 北の富士                    |                                                                  |
| 1973年5月場所  | 4日目  | ○(4)                  | ●(1)                    | 輪島(2)                     |                                                                  |
| 1973年7月場所  | 7日目  | ○(5)                  | ●(1)                    | 琴櫻                        | 輪島新横綱                                                       |
| 1973年9月場所  | 8日目  | ○(6)                  | ●(1)                    | 輪島(3)                     |                                                                  |
| 1973年11月場所 | 5日目  | ○(7)                  | ●(1)                    | 輪島(4)                     |                                                                  |
| 1974年1月場所  | 初日   | ●(7)                  | ○(2)                    | 北の湖(1)                   |                                                                  |
| 1974年3月場所  | 12日目 | ●(7)                  | ○(3)                    | 輪島(5)                     | 北の湖新大関                                                     |
| 1974年5月場所  | 千秋楽 | ○(8)                  | ●(3)                    | 北の湖(2)                   |                                                                  |
| 1974年7月場所  | 千秋楽 | ○(9)                  | ●(3)                    | 輪島(6)                     | 千秋楽輪島2敗、北の湖1敗で対戦。輪島勝利。優勝決定戦も輪島が勝利 |
| 1974年9月場所  | 千秋楽 | ○(10)                 | ●(3)                    | 輪島(7)                     | 北の湖新横綱                                                     |
| 1974年11月場所 | 千秋楽 | ○(11)                 | ●(3)                    | 魁傑                        |                                                                  |
| 1975年1月場所  | 千秋楽 | ○(12)                 | ●(3)                    | 北の湖(3)                   |                                                                  |
| 1975年3月場所  | -      | -                     | -                       | 貴ノ花                      | 輪島休場により対戦なし                                           |
| 1975年5月場所  | -      | -                     | -                       | 北の湖(4)                   | 輪島休場により対戦なし                                           |
| 1975年7月場所  | -      | -                     | -                       | 金剛                        | 輪島休場により対戦なし                                           |
| 1975年9月場所  | 千秋楽 | ●(12)                 | ○(4)                    | 貴ノ花                      |                                                                  |
| 1975年11月場所 | 千秋楽 | ●(12)                 | ○(5)                    | 三重ノ海                    |                                                                  |
| 1976年1月場所  | 千秋楽 | ●(12)                 | ○(6)                    | 北の湖(5)                   | 千秋楽2敗同士の相星決戦                                          |
| 1976年3月場所  | 千秋楽 | ○(13)                 | ●(6)                    | 輪島(8)                     |                                                                  |
| 1976年5月場所  | 千秋楽 | ○(14)                 | ●(6)                    | 北の湖(6)                   | 千秋楽輪島2敗、北の湖1敗で対戦。優勝決定戦は北の湖勝利           |
| 1976年7月場所  | 千秋楽 | ○(15)                 | ●(6)                    | 輪島(9)                     | 千秋楽輪島1敗、北の湖2敗で対戦                                   |
| 1976年9月場所  | 千秋楽 | ○(16)                 | ●(6)                    | 魁傑                        |                                                                  |
| 1976年11月場所 | 千秋楽 | ●(16)                 | ○(7)                    | 北の湖(7)                   | 千秋楽1敗同士の相星決戦                                          |
| 1977年1月場所  | 千秋楽 | ○(17)                 | ●(7)                    | 輪島(10)                    | 千秋楽2敗同士の相星決戦                                          |
| 1977年3月場所  | 千秋楽 | ●(17)                 | ○(8)                    | 北の湖(8)                   | 水入りの大相撲で北の湖勝利                                       |
| 1977年5月場所  | 千秋楽 | ●(17)                 | ○(9)                    | 若三杉（のちの若乃花（2代） |                                                                  |
| 1977年7月場所  | 千秋楽 | ○(18)                 | ●(9)                    | 輪島(11)                    | 千秋楽は輪島全勝、北の湖1敗で対戦                                |
| 1977年9月場所  | 千秋楽 | ●(18)                 | ○(10)                   | 北の湖(9)                   |                                                                  |
| 1977年11月場所 | 千秋楽 | ○(19)                 | ●(10)                   | 輪島(12)                    | 千秋楽1敗同士の相星決戦                                          |
| 1978年1月場所  | 千秋楽 | ●(19)                 | ○(11)                   | 北の湖(10)                  |                                                                  |
| 1978年3月場所  | -      | -                     | -                       | 北の湖(11)                  | 輪島休場により対戦なし                                           |
| 1978年5月場所  | 千秋楽 | ●(19)                 | ○(12)                   | 北の湖(12)                  |                                                                  |
| 1978年7月場所  | 14日目 | ●(19)                 | ○(13)                   | 北の湖(13)                  | 13戦全勝同士で対戦。水入りの大相撲で北の湖勝利                   |
| 1978年9月場所  | -      | -                     | -                       | 北の湖(14)                  | 輪島休場により対戦なし                                           |
| 1978年11月場所 | 14日目 | ○(20)                 | ●(13)                   | 若乃花（2代）               |                                                                  |
| 1979年1月場所  | 13日目 | ●(20)                 | ○(14)                   | 北の湖(15)                  |                                                                  |
| 1979年3月場所  | 14日目 | ●(20)                 | ○(15)                   | 北の湖(16)                  | 水入りの大相撲で北の湖勝利                                       |
| 1979年5月場所  | 14日目 | ○(21)                 | ●(15)                   | 若乃花（2代）               |                                                                  |
| 1979年7月場所  | 13日目 | ○(22)                 | ●(15)                   | 輪島(13)                    |                                                                  |
| 1979年9月場所  | 千秋楽 | ●(22)                 | ○(16)                   | 北の湖(17)                  |                                                                  |
| 1979年11月場所 | 14日目 | ●(22)                 | ○(17)                   | 三重ノ海                    |                                                                  |
| 1980年1月場所  | -      | -                     | -                       | 三重ノ海                    | 輪島休場により対戦なし                                           |
| 1980年3月場所  | 14日目 | ●(22)                 | ○(18)                   | 北の湖(18)                  |                                                                  |
| 1980年5月場所  | 14日目 | ●(22)                 | ○(19)                   | 北の湖(19)                  |                                                                  |
| 1980年7月場所  | -      | -                     | -                       | 北の湖(20)                  | 輪島休場により対戦なし                                           |
| 1980年9月場所  | 14日目 | ●(22)                 | ○(20)                   | 若乃花（2代）               |                                                                  |
| 1980年11月場所 | 13日目 | ○(23)                 | ●(20)                   | 輪島(14)                    |                                                                  |
| 1981年1月場所  | 14日目 | ●(23)                 | ○(21)                   | 千代の富士                  | 輪湖最後の対戦                                                   |

北の湖横綱昇進以前の対戦成績（1974年7月場所まで）は、輪島の9勝3敗。両者横綱同士の対戦成績（1974年9月場所以降）は、北の湖の18勝14敗。1974年9月場所から1977年11月場所までは、輪島の10勝7敗、優勝回数は、1977年11月場所まで、輪島12回、北の湖9回。1978年1月場所以降は、北の湖の11勝4敗で、優勝回数は、1981年1月場所まで、輪島2回、北の湖11回。

### 現役引退後
1981年3月場所中に引退し、停年（定年）退職間近であった師匠とバトンタッチする形で花籠部屋（※平成時代の花籠部屋とは別）を継承した。年寄名も先代の名をそのまま継承し、「花籠 昶光」（はなかご ひさみつ）を名乗った（のちに花籠 大嗣〈- ひろし〉と改名）。しかし同年、9月20日にその先代が輪島の引退相撲を目前にして亡くなったため、断髪式では花籠部屋の兄弟子にあたり、二所ノ関（花籠）一門の総帥格であった二子山が止め鋏を入れた。
報知新聞の評論家として、毎場所15日間のコラムコーナー「花籠診断」を担当した。
1982年4月、妻・五月が自殺未遂（その後離婚）、1985年11月に角界では前代未聞の、年寄名跡「花籠」を実妹の経営する料亭の借金の担保にしていたことが表面化し、日本相撲協会は臨時の理事会を開き、委員から平年寄への2段階降格処分と無期限謹慎処分を決議した。年寄名跡は他の親方に売れば高値がつくため、担保として認めた債権者がいて、それ以前にも同じことをした親方はいたといわれるが、これほどまでの重大な処分が下された影には、輪島が当時抱えていた他の金銭問題や、現役時代からの私生活での豪遊ぶり等も不興を買ったという説もある。
結局これが原因で、同年12月に廃業となった。花籠部屋は部屋の継承者を決めることができず消滅、所属の力士たちは花籠部屋出身の魁傑が開いた放駒部屋へ移籍した。さらに初代若乃花や輪島らの横綱を陰で支えた先代師匠の妻・中島トミが1986年5月23日の夕刻に首を吊り自殺するという悲劇を生んだ。

### プロレスラー転向
大相撲を離れた輪島は、1986年4月に全日本プロレスに入門。輪島はそれ以前までは力道山の試合をテレビで見たぐらいで、プロレスについての知識はそれ以上は無かった。だが、輪島の後援者となっていた会社経営者からプロレス入りを勧められ、大相撲からプロレス入りした日大の後輩の石川敬士の存在を思い出して彼に相談したことで入門が決まった。1986年4月7日、ジャイアント馬場と会談した輪島は後援者と相談するために一旦入門の話を保留したが、翌日の日刊スポーツの1面にこの話がすっぱ抜かれて後に引けなくなって入門に至ったという話がある。
多額の借金問題を抱えて廃業した輪島がプロレス界入りに至ったことは恰好のワイドショーネタであり、世間の野次馬的な注目を多く集めたが、相撲の現役を離れて5年、38歳でのプロレス転向は「無謀」という声も多く聞かれた。輪島が入門したことで、日本相撲協会は全日本に対して1986年11月以降における両国国技館の使用禁止を通告し、全日本は2004年まで18年間両国国技館における興行ができない状態に陥った。これにより、プロレスのビッグマッチには日本武道館が馴染みの舞台となった。
入門後、全日本の総帥ジャイアント馬場のツテでアメリカの名レスラーであるパット・オコーナーやネルソン・ロイヤルから指導を受ける。瞬発力や馬力や柔軟性等の身体能力が高く、練習も真面目にやっていたためスタミナもそれなりにあった。但し大相撲のクセが抜けずに「倒した相手を寝技に持ち込むことをせずに待ってしまう」という欠点があり、流れが途切れてしまうことがよくあった。またプロレスにおいて最も重要な受身技術については「相撲では足より上が土俵（地面）に付くと負けになってしまうから、どうしても背中をマットに付けることに抵抗があった」と述べていたように決してうまいほうではなく、頭を打ってしまうこともあった。38歳と高齢での入門に加え、元横綱という立場で迅速なデビューを前提とされたため、プロレスの基礎を十分学ぶだけの下積み期間がほとんど無かったのも一因だったようである。阿修羅・原のバックドロップを受けた際に、体を横にひねってしまい後ろ受身を取り損ねて首を負傷した事もあった。また、プロレスとしての見せ場を作る技術は低かった。
8月に馬場とタッグを組んで、アメリカにてデビュー戦を行い、相撲タックルで勝利。日本デビュー戦までにアメリカで予行演習的な試合を7戦行った。その後、オリジナル技のゴールデン・アームボンバーをフィニッシュとするようになった。11月には地元七尾市で日本国内でのデビュー戦をタイガー・ジェット・シンとのシングルマッチで行い注目を集め、いきなりの乱闘戦を行い、23.7%もの高視聴率を得る。これは'80年代後半から現在に至るまで、プロレス中継における最高視聴率。なお、アームボンバーは輪島引退後の全日マットで田上明が復活させ、後に田上が肘の内側をあてがう代わりに掌を喉に添える喉輪の形にし、さらにそのまま倒すのではなく相手を持ち上げてから落とす形に変えた喉輪落としへと発展させ、これはチョークスラムとも呼ばれ世界的に流行した。他にジャイアント馬場直伝の抱え式バックドロップも得意技としていた。また、相撲タックルや突っ張り攻撃等の相撲殺法の他、ザ・ファンクスの指導により、スピニング・トーホールド等も用いていた。
「お守り」として馬場が付いたタッグでのアメリカデビュー戦や、移動の際に一般レスラーのように専用バスでなく新幹線を使うなどの特別待遇があった。このためマスコミは「他の選手が反発し、レスラー仲間がほとんどいない」などと悪意的に報じ、巡業中の輪島の様子を心配する記事が週刊プロレスにも掲載されている。しかし、仲田龍によれば、輪島が馬場や会社から特別待遇を受けていることにあまり快く思わない他の選手のことを気にし、若手レスラーに食事を奢ったり、随分年下のレスラーや社員にも敬語を使い、年下である渕正信らのアドバイスを熱心に聞くなど、周囲に大変気を遣っており、練習もきちんと行っていたとのことであり、「全く仲間がいなかった」、「練習をしなかった」というのは当たらなかった。
輪島のデビュー前に全日本プロレスから取材拒否を受けていた週刊プロレスの巻頭記事で、全日本と業務提携を結んでいたジャパンプロレスの大型新人であった馳浩が「輪島さんと同じリングに上がるんですか」と否定的な言動をしたという記述がされたが、これは後に馳により、否定される。ジャパンプロの代表であった長州力は1987年3月に新人の輪島が主役扱いされることに不満を抱き全日本を離脱したが、後に現場監督として新日本プロレスから（問題行動や暴言を繰り返していた）元横綱の北尾光司の専属フリー契約を解除する際に北尾と比較して「輪島さんは一生懸命やっていたからな」と語るなど、リング上では入れ違いに終わったジャパン勢からも輪島の真摯な姿勢は認められていた。
リック・フレアーのNWA世界ヘビー級王座に挑戦、スタン・ハンセンとのPWFヘビー級新王者決定戦に出場するなどマッチメイク面では優遇された（輪島が初登場した全日本プロレス中継で20％を超える視聴率を稼ぐなど、視聴率やチケット販売の影響と推測される）。
レスラーとしての評価は決して高くなかったが、同じ大相撲出身の天龍源一郎との絡みは非常に激しいものだった。自らのバックボーンへのリスペクトを忘れない天龍は、その世界で最高峰を極めた輪島に対し「強くあってほしい」と願い、それが輪島への厳しい攻めにつながり、天龍のシューズの紐の跡が輪島の顔に残るほどの激しさであった。煮え切らない試合を続けていた輪島もそれに触発され、天龍が放つ容赦のない顔面への蹴りを真っ向から受けるなど迫力ある対戦となった。相撲では格下だった天龍（天龍の生涯最高番付は前頭筆頭）が、格上の元横綱を激しく蹴りまくるという展開は、プロレスを八百長視していた層にも少なからぬ衝撃を与えたと言える。新日本にUターンしていた前田日明は、この2人の試合を見て「これはヤバイ。あんな事をやられたら（蹴りと関節技を主体に戦う）自分らの存在意義がなくなってしまう」と危機感を抱いていたという。
必殺技のゴールデン・アームボンバーが、後年田上明により使われ（田上のものは輪島のように何度か揺らさずに一度の溜めから浴びせていく）、さらに喉輪を取り入れて形を変えた「喉輪落とし」が後に日米で多くのレスラーに使われたり、同じ角界出身で既にトップレスラーであった天龍と激闘を展開したりと、プロレスでのデビュー時の年齢やキャリアの浅さを考慮すればかなりの活躍を見せていた。
1988年12月27日に引退した。事前の宣伝や引退試合等も一切無く、ひっそりと身を引いた。膝や首の怪我等による体力の限界や、大相撲時代から仲の良かったプロレスラー石川敬士の退団が一因だともされている。その後、SWSへと参戦した石川とともにマットに上がることは無かった。プロレス引退後、プロレス界から距離を置いていた一方で、プロレス界のことを悪く言うことは皆無であった。

### 相撲評論家として
プロレス引退後は、大相撲解説などの他タレントとしても活躍。日本テレビ系「とんねるずの生でダラダラいかせて!!」に準レギュラーで出演し、いわゆる天然ボケタレントとして活躍する（登場時には「第54代横綱・輪島こと輪島大士」と紹介された）。
福澤朗(当時・日本テレビアナウンサー)の「好きな食べ物は？」「好みの女性のタイプは?」の問いに、真顔で「マグロ！」「ブリ！」「金髪！」と叫ぶ姿が視聴者の笑いを誘った。この番組で、輪島お見合い企画を開催し、現在の夫人と再婚。また、とんねるずの石橋貴明からワジーと言うあだ名で呼ばれ出し、ワジーと言う愛称が、現役時代を知らない世代にも広く定着する。
また、この番組ではテロップが初めて出たことでも知られ、輪島の「マグロ!」「金髪!」の回答に江戸文字体や相撲字体・歌舞伎文字体のテロップが現れ、バラエティ番組に革命を起こす結果となった。また、輪島の発言のテロップにはたとえ断定口調で話していても必ず「?」マークが加えられ「マグロ？」という具合になっていた。
この番組には輪島功一も準レギュラーで出演していたが、石橋貴明は輪島功一の方は「功一」と呼び、輪島大士の方を「ワジー」と呼んでいた。本来功一とは又従兄弟であり、これは輪島直幸を含む3人が従兄弟であると横綱現役の頃から言われていたという事実と矛盾するが、芸能活動を始めた時期が近かったために口裏を合わせて従兄弟にしたとのことである。功一とは従来より友人であったため「コウちゃん」「ヒロシ」と互いに呼びあっている。なお、木梨憲武と輪島の共演はほとんどなかった。後に輪島が回想録等で話したところによると、当初は元横綱のプライドがあり出演を固辞していたが、貴明らが輪島の現役時代のファンであると口説かれ出演を応諾したという。
その後、アメフト・Xリーグのクラブチーム「ROCBULL」の総監督に就任し、キューバの相撲ナショナルチーム監督のほか、能登観光協会大使、石川県観光親善大使を務め、地元の水産物販売会社スギヨのCMにもスギヨふるさとの味大使として登場するなどした。また一時期TBS系「サンデーモーニング」等で相撲解説を担当していた。1996年2月に23歳年下の元モデルの一般女性と結婚した。2008年に還暦を迎えたが、還暦土俵入りは行われなかった。
2009年1月18日、大相撲初場所8日目のNHK大相撲中継にデーモン小暮閣下（現・デーモン閣下）と共に出演し、解説を務めた。輪島が本場所の土俵を観戦することは年寄花籠を名乗っていた当時の1985年11月場所以来、23年2ヶ月ぶりのことであった。不祥事によって廃業した大相撲関係者がNHKの大相撲中継に出演することはほとんどないため、異例の出演となった。

### 晩年
2013年秋に下咽頭癌への罹患が判明し、12月に癌の切除手術を受けて成功したがその影響で声を失ってしまったことが明らかにされた。2014年9月、かつての盟友・貴ノ花の系譜を継ぐ高田川部屋へ、二所ノ関一門の連合稽古を見学に訪れた。この際に高田川部屋の当時幕下の達綾哉が自身の遠縁であると明かされた。その達が関取に昇進し、現在の輝大士という四股名に改めた際には、下の名前の「大士」という字を譲った（読みは「ひろし」ではなく「たいし」）。
大相撲九州場所13日目の2015年11月20日、輪湖時代を築き上げたライバル・北の湖理事長が、直腸癌による多臓器不全により62歳で死去。翌日の11月21日、発声不可能のため、文書でコメントを寄せる。「最近理事長は元気だと聞いたばかりなので、とても驚いた。お互いに病気と闘っていたが先に逝かれて寂しい」「昔のライバルが、相撲界で頑張り続けている事が嬉しかった。俺はもう少し頑張る。（理事長には）よく頑張ったね、お疲れ様と言いたい」と弔いの言葉を贈っていた。
2018年10月8日、咽頭がん及び肺がんによる衰弱のため、東京都内の自宅で死去。70歳没。関係者の話によると自宅のソファーの上で死亡したとのことである。同年10月15日、葬儀・告別式が、東京都・青山葬儀所で執り行われた。この日の喪主挨拶で、夫人が「最後は自宅のソファーでテレビを見ながら、静かに眠るように座ったまま、亡くなっていました。ご迷惑をおかけすることも多かった人生ですが、最後は一人で誰にも迷惑をかけず、静かにとてもいい顔で眠っておりました」とその安らかな様子を語った。
死後の2020年10月24日、ラジオななおで追悼特別番組「黄金の左永遠に」が放映された。相撲甚句歌手でシンガーソングライターの北脇貴士が司会を務め、輪島の幼馴染が幼少期の逸話など紹介した。東京スポーツ新聞社の番記者であった柴田惣一も電話で出演し、輪島がプロレス修業で渡米した際の逸話を語った。輪島が2011年に七尾市内で行われたイベントに出演した際の音源なども披露された。
2022年になり輪島の墓所が七尾市の常福寺に建立されていたことが明らかにされている。
実家の理髪店は空き家状態だったが、2024年1月1日に発生した能登半島地震で損壊したため公費解体された。これに伴い建物内に残されていた数百点の賞状やトロフィーが処分される方向となっていたが、地元有志が引き受けて石崎福祉会館で一時保管されることとなった。しかし、この建物も地震の被害で解体される予定となっており保管先の目途はたっていない。

## 取り口など
大相撲入り以降は右四つでも左四つでも取れるようになったが、日大時代は右四つの取り手であった。輪島はがっぷり四つにならないので右差しでも左差しでも体の動きの自由度は変わらず、それは輪島の幅広のやや前すぼみの肩という体型に由来しており、体型的に胸を合わせる四つ身の型にはなりにくかった。輪島は左下手一本でも引き付けて肩を密着させてくるので、体を開いて投げを打って対抗することもやりづらかった。怒り肩をしていたため、有効身長は実際の身長と比べて高かった。
輪島の下手投げは投げの打ち返しか動いてくるところを小手投げのようにしたり引きずるようにしたりして投げるものではなく、腰の力を利用して土俵の真ん中からいきなり投げて相手を裏返す凄まじい威力のものであり、輪島は現役時代に「下手投げは上位では効かない。だから悪い手だ」という常識に対して「下手投げでも、根こそぎ投げるから構わない」と言い放ち、その通りにしてきた。左からの投げは下手投げに限らず上手投げも掬い投げも小手投げも強かった。寄り足はお世辞にも速いと言えなかったがすり足が徹底されていたためうっちゃりによる逆転を許さなかった。差せば腕を返し、押せば押し上げ、おっつけも絞り上げるなど、出る時に力を下から上へと加えたため、吊り身でなくても相手を浮かせることができた。逆にうっちゃりがないため、立合いで失敗して一気に土俵に押し込まれた時が最大の弱みになった。
立合いを称賛されることは少なかったが、横綱昇進直後の記事では概して「ゆとりある幅の広い立ち合いをしており、立ち合いがずれても抜群の足腰のおかげで甘さにつながらず、相手を見ながら前さばきで押さえ込もうとする」と評され、この立合いに加えて「攻める踏み込みが自在に加われば、これは完璧である」と言われていた。その頃は「双葉山の立合いに最も近付き得るのは輪島」とまで期待された。一方で小兵であったため変化をすることも多かった。ほとんどの場合は左に飛んでいたが、良く見て当たる瞬間に変わるので失敗率が低かった。押し相撲の力士であったが突進型でなかった大受も輪島の変化はよく喰らった。ただ、輪島の変化は決まり手に直結しない場合が多く、逃げただけの印象を与えることがままあった。
輪島の死去の際、その当時現役大関であった豪栄道は「相撲をやっている人間からしたら、あの取り方はまねできない。普通は上手から攻めろと教わるが、輪島さんは平然と下手で攻める。理にかなっていない」と舌を巻いた。

## エピソード
- 子供の頃から自分の名前をサインで練習していた。このことから、輪島が本名に愛着を持っていて四股名を付けたくなかったとする資料もある[46]。横綱昇進時には「横綱の責任の重さはわかっているが、これまでのペースで気楽にいきます。親方と話合ったが改名は考えていません」[14]と話した。横綱昇進後も四股名を変えなかったのは、本名と同じ市名の輪島市のPRの案件があったためとされる。
- 日大相撲部に入学する時に上京してきて、ある食堂の会計をツケですませようとしたが断られたため、「石川県では有名人やお役人は、初めてでもツケが利くんですよ」と言いながら渋々金を払った。
- 十両になった時に羽織のたたみ方が分からないので、同じ一門である佐渡ヶ嶽部屋の琴乃富士（輪島より4学年下で当時は幕下以下。のち前頭5枚目まで昇進）に「先輩。どうやってたたむのか、教えてくださいよ」と頼んだ。
- 十両を4場所で通過したが、この時期には負け越したり、番付運の悪さに泣かされたりした。後者については1970年9月場所、西十両6枚目で13勝2敗・十両優勝を決めたにもかかわらず、翌場所東十両筆頭に据え置かれるという不運も経験した。十両の定員が28人となった1967年5月場所以降、十両で13勝を挙げた力士が翌場所も十両に据え置かれたケースは12回発生したが、同場所の輪島のケースは最も高い地位で「13勝据え置き」となった記録である。
- 大関昇進伝達式では「謹んでお受け致します」と言ったところで口上を度忘れしてそれ以上言えなくなるというハプニングを引き起こしている[47]。
- 現役時代の私生活の派手さ、豪快さについては自ら「銀座は高速のサービスエリアみたいなもの」と表現している[48]。
- 1973年5月場所、大関時代の輪島は途中から縁起をかついで14日目までひげを剃らずに土俵へ上がった。この無精ひげについては場所後の横綱審議委員会で委員の一人、高橋義孝（ドイツ文学者、のち委員長）から「見苦しい、相手も不愉快だろう」と苦言を呈した[12][49]。後の2019年2月26日、日本相撲協会は力士規定によって力士のひげを禁止することを正式に通達している[50]。この横審では同じく委員の前田和三郎からも「人格上の問題はないか」との質問も出た[12]。
- 1973年11月場所、12日目の貴ノ花戦では手のひらを負傷（右手人差指中指間裂傷）したものの勝利した。しかし、この傷のため満足な相撲が取れず、13日目は北の富士に外掛けで敗れ、連勝が27でストップ。連勝途切れたこともあり休場し、14日目は不戦敗、15日目は休場[51]。優勝して登場した輪島は、インタビューで「私は今幸運に酔っている。幸運の女神様、来年もまた私のそばに来てください」ととんでもないコメントを残す。なお、大相撲の歴史上、休場したものの優勝した力士は他に1989年3月場所の千代の富士（14勝1不戦敗）だけであり、星取表に「休」を含む優勝者は、この時の輪島だけである。
  - この時について輪島は「千秋楽に病院で男子ゴルフの『ダンロップフェニックス』の放送を見ていたら、テロップでいきなり、〈輪島優勝〉と出て驚いたよ。看護師が“理事長から電話です”というから、てっきりタニマチのゴルフ場の理事長かと思って出たら、相撲協会の理事長だった。『これから大銀杏結って来てほしい』といわれて慌てて会場に向かったんだ」と冗談を言っている[48]。
- 現役時代を通してスタミナ面が課題であり、そのため1974年7月場所前には精を付けようと泥鰌を3匹一気飲みしたことがある[52]。
- 1974年7月場所前、稽古を終えた輪島は記者から質問をされた。同年5月場所前の靖国神社奉納相撲の時に北の湖が「輪島の力は落ちた。大受は大関からも落ちるぜ」と怪童らしくこだわりも遠慮もない言葉を口にしたが、これがある週刊誌に掲載され、それを見た輪島が怒っているのでは?という内容の質問であった。ところが輪島は「オレ、知らないよ。新聞も雑誌も読まないからな」と答えた。その一方で「だけど、北の湖だってもうじき糖尿病でガクッだぜ」と肩を落とす真似をして見せ、北の湖が放ったとされる言葉に対して反撃を加えた[52]。
- 現役時代に、横綱ながらも週刊ポストに「輪島の美女対談。」と称する対談コーナーを持ち、当時の人気アイドル達を招いて、かなりくだけたトークを繰り広げ話題になった[注釈 18]が、一方で「品が無さ過ぎる」というクレームもかなり来た[注釈 19]と言われ、同コーナーは打ち切られている。
- 地方巡業の時、ホテルに泊まる時は、ベッドを使わず、畳を持ち込んで寝ていた。「腰のことを考えたら」という理由だった[53]。
- 同門の隆三杉（最高位小結、後に17代常盤山）がまだ序二段だった頃、隆三杉が五木ひろしのファンであることを知った輪島は、「お前が十両になったら五木ひろしに会わせてやる」と隆三杉に言った。それから3年後、隆三杉が十両に昇進して勝ち越しを決めた時、輪島は約束通り、五木ひろしのディナーショーのチケットを隆三杉に与えた。隆三杉は憧れの五木ひろしに会えたことよりも、横綱でありながら下っ端の序二段だった自分との約束を忘れずに守ってくれた輪島の誠実さに感激したという[54]。
- 横綱時代の付け人だった三杉磯(7代峰崎)は、3代木村銀治郎の著書「大相撲と鉄道」中の対談で輪島について「いや、いい人なんだけどね、人に無関心だから」と話している。巡業のとき、通常は着流しと染め抜き、替えを二枚ほどと肌襦袢などで荷物をまとめるところを、分からないため持っているものを全部持っていきほとんど使わなかったという[55]。
- 安芸乃島(9代高田川)は「輪島さんは変わった人。他の部屋の親方は、新弟子なんか相手にしないけど、かわいがってくれた。反物をくれたりもした」「横綱なのに、いばりちらしたりしない。人間的にすごい。亡くなった親方（元貴ノ花）と相通じるものがあったのかもしれない」と輪島の人柄について語った[56]。
- 長男の輪島大地は2017年の第99回全国高等学校野球選手権大会で天理高等学校の投手として、準々決勝の明豊高校戦でリリーフでの登板を果たした[57]。
- 後年、元大鳴戸親方の高鐵山孝之進が、大相撲の八百長問題を告発した際に、輪島の行った八百長行為についても告発したが、その際人間性について「とにかくデタラメな男」「金と女にだらしない」と酷評した。八百長についても「輪島は（普段の豪遊の影響もあって）金がないため、横綱、大関では一般的な、金銭による星の「買取」が出来ず、その場所で負けてもらった分を翌場所で自分が負ける事で返す「貸し借り」で八百長を行っていた。」と暴露している。しかし、輪島の実力自体は否定しておらず、星の貸し借りが出来たのも「前場所で借りた星をいくつか返しても、ガチンコで横綱を維持する最低ラインである10勝を挙げる自信があったからだ。」としており、自身の対戦経験からも「本当に強かった。」「14回しか優勝できなかったのが不思議」と評している。
- 2019年7月に出版された「真・輪島伝 番外の人」(武田頼政著)では、元妻・五月の一人称で元妻側から見た輪島の姿が書かれている。五月は輪島との結婚を不安に思っていたが、父の花籠から「あいつだって髷を切れば変わるさ、決して悪いやつじゃないんだから」と説得されて結婚に至ったという[58]。
  - 戦後は、巡業の勧進元として暴力団関係者が関わることもあった。師匠の11代花籠も山口組3代目組長の田岡一雄の助力を受けていたという。そのような過去の因習もあり、輪島と結婚前に共政会理事長の山田久のもとに挨拶に行ったと述懐されている[59]。
  - 元妻は「輪島の金銭感覚や職業倫理は相撲社会の来し方とはまったく関係ありません。もちろん山田会長からの薫陶などでもありません」「生まれながら大きくズレていたようにしか思えない」とまで述べている。しかし11代花籠に可愛がられて育ち、両親が大変な苦労をして大きくしてきた部屋を中島家以外の者に継がせるのは嫌だろうと察していたという[60]。部屋を継ぐつもりで結婚したが、結婚指輪はレンタルで挙式・新婚旅行は後援会やテレビ局の経費で行われ、結婚費用で輪島が身銭を切ることは無かったという[61]。
    - 「真・輪島伝 番外の人」には、輪島の大麻吸引や自己破産、自己破産後の「借金取りが来た」という言い訳からの元妻への2000万円の無心、元妻の継母の葬儀への欠席など、輪島の素行の悪さや金銭トラブル、輪島に対する元妻の恨み節の数々が書き綴られている。
- 事実上の破門と呼べる年寄株を巡る事件に関して、本人はパット・オコーナーが自身にプロレスの指導を施していた頃、記者に対して料亭の経営に困った妹を助けるためにやったので後悔していないと答えていた。プロレスのアメリカ遠征に行った際は、相手を心配させまいと現地での生活を楽しんでいることをアピールするために部屋の中でラジオを最大音量で流しながら国際電話で日本に向けて通話した。また、プロレス引退から数年後のある時、親友の貴ノ花に関するネガティブな情報を記者が聞き出そうとすると「よくわからないけど、貴ノ花はそんなことするやつじゃないよ」と、親友を守るために頭から頑なに否定した[62]。
- 同郷で大相撲・プロレス界で同僚だった天龍源一郎は後年、「ミーハーだけど憎めない人で、みんなに好かれていた」「とにかく頑強で、プロレスラーのえげつない攻撃にも根を上げることがなかった」と回想している[63]。
- 自身の死去の際に若者頭の花ノ国は引退後の話として「ビートたけしさんと島田洋七さんと一緒に飲んで朝5時に部屋に戻って、そのまま、芸人さんにまわしを着けさせて大笑いしていた」と親方時代も豪快だったと明かした[45]。
- 12代花籠時代、先代次女との関係が短期間で破綻して以降、現役時代と同様に部屋と隣接する日大相撲部の合宿所で生活していたという。

### 死去に際してのエピソード
- 死去に際して、プライベートでも交流のあったデーモン閣下は「ここ１年くらいは『人に会いたがっていない』ということだった。闘病のためやつれた姿を見せたくないとのことだったので、吾輩も何かの誘いをしたりなどは遠慮していた。気にはしながら見舞状を出したりはした」と明かした[64][65]。
- 角界からは、第52代横綱・北の富士(12代九重、NHK専属解説者)[66]、第57代横綱・三重ノ海（14代武蔵川・相撲協会元理事長、相撲博物館館長）[67]、第61代横綱・北勝海(8代八角・理事長)[68]、第62代横綱・大乃国(12代芝田山・広報部長)[69]、現役力士では遠縁にあたる輝[70]、師匠が輪島の日大相撲部の後輩である豊響[71][72]そして親交のあった白鵬の夫人[73][74][75]が弔問に訪れている。
- 葬儀委員長は、子どもの頃から50年以上の付き合いがあり輪島の現役時代の後援会長であった加賀屋グループの小田禎彦会長が務めた[76][77]。この人物は角界から離れて以降も輪島を支え続けており、輪島の故郷七尾市に記念館の創設を計画しているとコメントしている[78]。
- 不祥事での退職に関わる師匠夫人の悲劇もあり、死去に際し相撲協会から正式のコメントは出なかった。しかし、共に現役時代を過ごしたり親交のあった元親方たちが取材に応じている。同時期に横綱を張り引退後も食事をする仲であった第57代横綱三重ノ海の石山五郎は相撲協会時代や不祥事があった当時のエピソードを交えたコメントをしており、その破天荒さを「番外の人」と評した[79][80]。輪島から7個の金星を獲得した元関脇高見山(12代東関)の渡辺大五郎は「輪島さんは体の大きい私が相手でも逃げない。まともに来るからやりやすかったのかもしれないね。北の湖、千代の富士、輪島……、戦った横綱がどんどん亡くなる。寂しいですよ」と亡き横綱を偲んだ[81]。第52代横綱北の富士は「下手から投げを打つ力士は大成しないと言われていたが、それを破った最初だろう」と評し、「気のいい男」「元気なうちにもういっぺん飲みたかった」と輪島の死を悼んでいる[82]。

## 略歴
- 1970年1月 - 幕下付出で初土俵
- 1970年5月 - 新十両
- 1971年1月 - 新入幕
- 1972年11月 - 大関昇進（輪島 博 改め 輪島 大士）
- 1973年7月 - 横綱昇進
- 1981年3月 - 現役引退、年寄・花籠襲名
- 1985年12月 - 不祥事により、相撲界を退く（廃業）。
- 1986年 - 全日本プロレス入団
- 1988年 - プロレス引退

## 主な成績

### 通算成績
- 通算成績：673勝234敗85休 勝率.742
- 幕内成績：620勝213敗85休 勝率.744
- 横綱成績：466勝142敗85休 勝率.766
- 大関成績：50勝10敗 勝率.833
- 現役在位：68場所
- 幕内在位：62場所
- 横綱在位：47場所（当時大鵬に次ぎ、柏戸と並び歴代2位タイ・現在歴代7位タイ）
- 大関在位：4場所
- 三役在位：5場所（関脇4場所、小結1場所）
- 年間最多勝：3回
  - 1972年（63勝27敗）、1973年（71勝18敗1休）、1976年（77勝13敗）
- 連続6場所勝利：78勝（1976年3月場所〜1977年1月場所）
- 通算（幕内）連続勝ち越し記録：21場所（1971年9月場所〜1975年1月場所）
- 幕内連続2桁勝利記録：15場所（当時4位タイ・現在歴代8位、1975年9月場所〜1978年1月場所）、13場所（現在歴代10位タイ、1972年9月場所〜1974年9月場所）
- 幕内連続12勝以上勝利：8場所（当時大鵬に次いで2位・現在歴代5位、1976年1月場所〜1977年3月場所）

#### 連勝記録
輪島の最多連勝記録は、27連勝である（1973年9月場所初日〜1973年11月場所12日目）。
下記に輪島のその他の連勝記録を記す（20連勝以上対象）。
| 回数 | 連勝数 | 期間                                    | 止めた力士 | 備考                  |
| ---- | ------ | --------------------------------------- | ---------- | --------------------- |
| 1    | 21     | 1973年3月場所千秋楽〜1973年7月場所5日目 | 三重ノ海   | 1973年5月場所全勝優勝 |
| 2    | 27     | 1973年9月場所初日〜1973年11月場所12日目 | 北の富士   | 1973年9月場所全勝優勝 |
| 3    | 20     | 1977年7月場所初日〜1977年9月場所5日目   | 高見山     | 1977年7月場所全勝優勝 |

上記の通り、20連勝以上を3回記録している。

### 各段優勝
- 幕内最高優勝：14回（歴代7位）[2]
  - 1972年 - 5月場所
  - 1973年 - 5月場所、9月場所、11月場所
  - 1974年 - 3月場所、7月場所、9月場所
  - 1976年 - 3月場所、7月場所
  - 1977年 - 1月場所、7月場所、11月場所
  - 1979年 - 7月場所
  - 1980年 - 11月場所

全勝優勝：3回
同点1回
- 十両優勝：1回（1970年9月場所）
- 幕下優勝：2回（1970年1月場所、1970年3月場所）

### 三賞、金星
- 三賞：5回
  - 殊勲賞：3回（1972年1月場所、1972年5月場所、1972年9月場所）
  - 敢闘賞：2回（1971年5月場所、1971年11月場所）
- 金星：なし
  - 金星獲得なしでの横綱昇進は年6場所制度下では柏戸に次いで2人目。

### 場所別成績
| | 一月場所 初場所（東京） | 三月場所 春場所（大阪） | 五月場所 夏場所（東京） | 七月場所 名古屋場所（愛知） | 九月場所 秋場所（東京） | 十一月場所 九州場所（福岡） |
| --- | ----------------------- | ----------------------- | ----------------------- | --------------------------- | ----------------------- | --------------------------- |
| 1970年 （昭和45年） | 幕下付出60枚目 優勝 7–0 | 東幕下8枚目 優勝 7–0    | 東十両8枚目 10–5        | 東十両4枚目 7–8             | 西十両6枚目 優勝 13–2   | 東十両筆頭 9–6              |
| 1971年 （昭和46年） | 西前頭11枚目 9–6        | 西前頭5枚目 5–10        | 東前頭12枚目 11–4 敢    | 西前頭2枚目 6–9             | 東前頭6枚目 10–5        | 東前頭筆頭 11–4 敢          |
| 1972年 （昭和47年） | 東小結 10–5 殊          | 西関脇 9–6              | 西関脇 12–3 殊          | 東関脇 8–7                  | 東張出関脇 13–2 殊      | 東大関 11–4                 |
| 1973年 （昭和48年） | 西大関 11–4             | 東大関 13–2             | 東大関 15–0             | 東横綱 11–4                 | 東張出横綱 15–0         | 東横綱 12–2–1               |
| 1974年 （昭和49年） | 東横綱 12–3             | 東横綱 12–3             | 東横綱 10–5             | 東横綱 13–2                 | 東横綱 14–1             | 東横綱 9–6                  |
| 1975年 （昭和50年） | 西横綱大関 10–5         | 西横綱 0–4–11           | 西横綱 0–3–12           | 西横綱 休場 0–0–15          | 西横綱 10–5             | 西横綱 11–4                 |
| 1976年 （昭和51年） | 西横綱 12–3             | 西横綱 13–2             | 東横綱 13–2             | 東横綱 14–1                 | 東横綱 12–3             | 東横綱 13–2                 |
| 1977年 （昭和52年） | 西横綱 13–2             | 東横綱 12–3             | 西横綱 11–4             | 西横綱 15–0                 | 東横綱 10–5             | 西横綱 14–1                 |
| 1978年 （昭和53年） | 東横綱 10–5             | 西横綱 1–1–13           | 西横綱 9–6              | 東張出横綱 14–1             | 西横綱 1–3–11           | 東張出横綱 13–2             |
| 1979年 （昭和54年） | 西横綱 10–5             | 東張出横綱 12–3         | 東張出横綱 12–3         | 東張出横綱 14–1             | 東横綱 10–5             | 西張出横綱 10–5             |
| 1980年 （昭和55年） | 西張出横綱 0–3–12       | 西張出横綱 11–4         | 東張出横綱 11–4         | 東張出横綱 1–4–10           | 西張出横綱 11–4         | 東張出横綱 14–1             |
| 1981年 （昭和56年） | 東横綱 10–5             | 西横綱 引退 1–2–0       | x                       | x                           | x                       | x                           |
| 各欄の数字は、「勝ち-負け-休場」を示す。 優勝 引退 休場 十両 幕下 三賞：敢=敢闘賞、殊=殊勲賞、技=技能賞 その他：★=金星 番付階級：幕内 - 十両 - 幕下 - 三段目 - 序二段 - 序ノ口 幕内序列：横綱 - 大関 - 関脇 - 小結 - 前頭（「#数字」は各位内の序列） |                         |                         |                         |                             |                         |                             |

## 合い口
- 元横綱・玉の海には1敗。
- 元横綱・北の富士には5勝7敗。横綱同士の対戦は輪島の2戦全敗。
- 元横綱・琴櫻には7勝6敗(不戦勝1を含む)。大関同士の対戦は輪島の2戦全敗、横綱同士の対戦は2勝1敗。
- 元横綱・北の湖には23勝21敗。他に優勝決定戦で1勝1敗がある。横綱同士の対戦は14勝18敗。
- 元横綱・若乃花(2代)には19勝14敗。横綱同士の対戦は5勝8敗。
- 元横綱・三重ノ海には27勝16敗。他に優勝決定戦で1勝がある。横綱同士の対戦は輪島の3戦全敗。
- 元横綱・千代の富士には6勝1敗。いずれも千代の富士が大関・横綱に昇進前の対戦である。
- 元横綱・隆の里には11勝1敗。いずれも隆の里が大関・横綱に昇進前の対戦である。
- 元大関・清國には10勝2敗。大関同士の対戦は輪島の3戦全勝、横綱昇進後は輪島の2戦全勝。
- 元大関・前の山には8勝2敗(不戦勝1を含む)。前の山の大関在位中は2勝2敗(不戦勝1を含む)。大関同士の対戦はなし。
- 元大関・大麒麟には13勝3敗。大関同士の対戦は4戦全勝、輪島の横綱昇進後は6勝1敗。
- 元大関・貴ノ花には31勝17敗。大関同士の対戦は2勝1敗、輪島の横綱昇進後は24勝12敗。
- 元大関・大受には19勝2敗。大受の大関在位中は2勝1敗。
- 元大関・旭國には30勝4敗。他に優勝決定戦で1勝がある。旭國の大関在位中は14勝3敗。
- 元大関・増位山には30勝9敗。増位山の大関在位中は3勝2敗。
- 元大関・琴風には8勝3敗。いずれも琴風が大関に昇進前の対戦である。最後の対戦となった1981年3月場所で寄り切りで敗れた相撲が、輪島の現役最後の一番となった。
- 元大関・朝汐(4代)には6勝2敗。いずれも朝潮が大関に昇進前の対戦である。最後の対戦となった1981年3月場所で押し出しで勝った相撲が、輪島の現役最後の白星となった。

## 幕内対戦成績
| 力士名     | 勝数 | 負数 | 力士名   | 勝数 | 負数 | 力士名      | 勝数  | 負数 | 力士名   | 勝数  | 負数  |
| ---------- | ---- | ---- | -------- | ---- | ---- | ----------- | ----- | ---- | -------- | ----- | ----- |
| 青葉城     | 10   | 0    | 青葉山   | 9    | 0    | 朝汐(4代)   | 6     | 2    | 旭國     | 30*   | 4     |
| 天ノ山     | 4    | 0    | 大潮     | 5    | 1    | 巨砲        | 6     | 2(1) | 大錦     | 2     | 2     |
| 大登       | 1    | 0    | 大鷲     | 3    | 0    | 魁輝        | 7     | 1    | 北瀬海   | 7     | 3     |
| 北の湖     | 23*  | 21*  | 北の富士 | 5    | 7    | 清國        | 10    | 2    | 麒麟児   | 15(1) | 8     |
| 蔵間       | 8    | 1    | 黒瀬川   | 2    | 2(1) | 黒姫山      | 24    | 7(1) | 高鉄山   | 2     | 0     |
| 琴風       | 8    | 3    | 琴ヶ嶽   | 1    | 0    | 琴櫻        | 7(1)  | 6    | 金剛     | 18    | 3     |
| 蔵玉錦     | 4    | 0    | 佐田の海 | 1    | 0    | 白田山      | 2     | 1    | 大旺     | 1     | 0     |
| 大峩       | 5    | 2    | 大麒麟   | 13   | 3    | 大受        | 19    | 2    | 大雪     | 1     | 1     |
| 大雄       | 4    | 0    | 隆の里   | 11   | 1    | 貴ノ花      | 31    | 17   | 高見山   | 24    | 19(1) |
| 谷嵐       | 1    | 0    | 玉輝山   | 5    | 0    | 玉の海      | 0     | 1    | 玉ノ富士 | 19    | 4(1)  |
| 千代の富士 | 6    | 1    | 出羽の花 | 4    | 1(1) | 天龍        | 1     | 0    | 闘竜     | 1     | 0     |
| 時葉山     | 3    | 1    | 栃赤城   | 6    | 2    | 栃東        | 12(1) | 1    | 栃王山   | 2     | 1     |
| 栃光       | 15   | 2    | 栃富士   | 0    | 2    | 羽黒岩      | 6     | 2    | 長谷川   | 18    | 5     |
| 播竜山     | 2    | 0    | 福の花   | 6    | 5    | 富士櫻      | 24    | 9(1) | 二子岳   | 6     | 0     |
| 双津竜     | 4    | 0    | 鳳凰     | 2    | 0    | 前の山      | 8(1)  | 2    | 増位山   | 30    | 8     |
| 舛田山     | 3    | 1(1) | 三重ノ海 | 27*  | 16   | 満山        | 1     | 0    | 陸奥嵐   | 4     | 1     |
| 豊山       | 12   | 8    | 吉王山   | 2    | 0    | 義ノ花      | 2     | 0    | 琉王     | 3     | 2     |
| 若獅子     | 8    | 0    | 若浪     | 2    | 2    | 若乃花(2代) | 19    | 14   | 若二瀬   | 3     | 0     |
| 鷲羽山     | 18   | 0    |          |      |      |             |       |      |          |       |       |

- 他に優勝決定戦で旭國に1勝、北の湖に1勝1敗、三重ノ海に1勝がある。

## 改名歴
- 輪島 博（わじま ひろし）1970年1月場所 - 1972年9月場所
- 輪島 大士（わじま - ）1972年11月場所 - 1981年1月場所

## 年寄変遷
- 花籠 昶光（はなかご  ひさみつ）
- 花籠 大嗣（はなかご ひろし）1981年1月 - 1985年12月（廃業）
- 花籠 大士（はなかご  ひろし）

## CM
- 日本熱学工業「コインクーラー」（1974年） - 新珠三千代と共演。同社社長の牛田正郎は輪島の後援会会長も務めていた[83]。
- 資生堂「アウスレーゼ」（1981年）「ウェービーボーイ」（1982年） - 引退後の貴ノ花と共演。「アウスレーゼ」撮影当時の輪島は断髪前だったので、カツラを着用していた。
- 学生援護会「Q-tai」 - プロレスラー転身後。キャッチコピーは「また基本から出直した男です」。
- オクダ運輸（1987年） - プロレスラー転向後。
- ピップフジモト「ピップエレキバン」（1995年）- 樹木希林と共演。

## バラエティ
- オールスター感謝祭（1995年秋・1996年秋・1997年春・1999年春・1999年秋・2000年春、TBS）[84]
  - 当初はサンデーモーニングの番宣で出演。

## 映画
- 『コナ・ニシテ・フウ』（2008年、吉本興業） - デーモン小暮閣下監督。YOSHIMOTO DIRECTOR'S 100企画の一篇。父親役。

## ドラマ
- 竜馬におまかせ!（1996年4月 - 6月 第7話 日本テレビ系列）- フランケンシュタイン 役

## LPレコード
- 横綱輪島の道（1978年、KC-9023）※ミノルフォンレコードより発売。

黄金の左腕栄光の記録 / 人間輪島大士、歌と友情

## シングル盤レコード
- 望郷賦（1978年、KA-1136） ※ミノルフォンレコードより発売。

作詞：たかたかし 作曲：松山かずお（五木ひろしのペンネーム）

## 関連作品
- わたし、元横綱輪島の"脱線"女房 : 寄った!ノコッタ!おもしろマジメ夫婦相撲 輪島五月 主婦と生活社, 1983.12.
- 甦る輪島 黄金の炎で男の肉体を燃え上がらせる 細谷正勝,川副宏芳共著 日刊スポーツ出版社, 1987.10
- 輪島沈む 『貴ノ花散る』もりたなるお、文春文庫、1990
- 遠藤賢司 『輪島の瞳』
- 杉森久英『天才横綱 輪島大士物語』（河出書房新社、1998）
- 武田頼政『真・輪島伝 番外の人』（廣済堂出版、2019）